# Lubeck Challenger 2000
Il Lubeck Challenger 2000 è stato un torneo di tennis facente parte della categoria ATP Challenger Series nell'ambito dell'ATP Challenger Series 2000. Il torneo si è giocato a Lubecca in Germania dal 14 al 20 febbraio 2000 su campi in cemento indoor e aveva un montepremi di $25 000.

## Vincitori

### Singolare
Christian Vinck ha battuto in finale  Andy Fahlke 6–3, 6–1

### Doppio
Giorgio Galimberti /  Diego Nargiso hanno battuto in finale  Karsten Braasch /  Dick Dier con il punteggio di 6–4, 6–4